# Садовое (Аламудунский район)
Садовое — село в Аламудунском районе Чуйской области Кыргызстана. Входит в состав Аламудунского аильного округа. Код СОАТЕ — 41708 203 807 02 0.

## Население
По данным переписи 2009 года, в селе проживало 1162 человека.